# Flydende tal
Flydende tal er en metode til at repræsentere en delmængde af de reelle tal på en computer. Et flydende tal består af en mantisse (eller signifikant) skaleret med en potens. Både mantissen og potensen er 
begrænset til fast antal cifre med fortegn. 
F.eks. kan 2469/200 repræsenteres således i titalssystemet med 5 cifre til mantissen og et ciffer til potensen.
{\displaystyle 2469/200=12,345=\!\underbrace {12345} _{\text{signifikant}}\!\times \!\underbrace {10} _{\text{base}}\!\!\!\!\!\!\!\overbrace {{}^{-3}} ^{\text{potens}}}
Derimod kan 7716/625 = 12,3456 ikke repræsenteres med 5 cifre. Man vil være nødt til enten at bruge 6 cifre eller at bruge den tilnærmede værdi 12,346. Tallet 1/3 = 0,3333... kan ikke repræsenteres som et flydende tal i titalsystemet 
uanset antallet af cifre. 
Normalt vil computere anvende totalsystemet til flydende tal. IEEE har standarliseret flydende tal repræsentationen i IEEE 754.
Flydende tal er nødvendige, hvis beregningerne kræver meget store og meget små tal.